# الزراعة في سويسرا

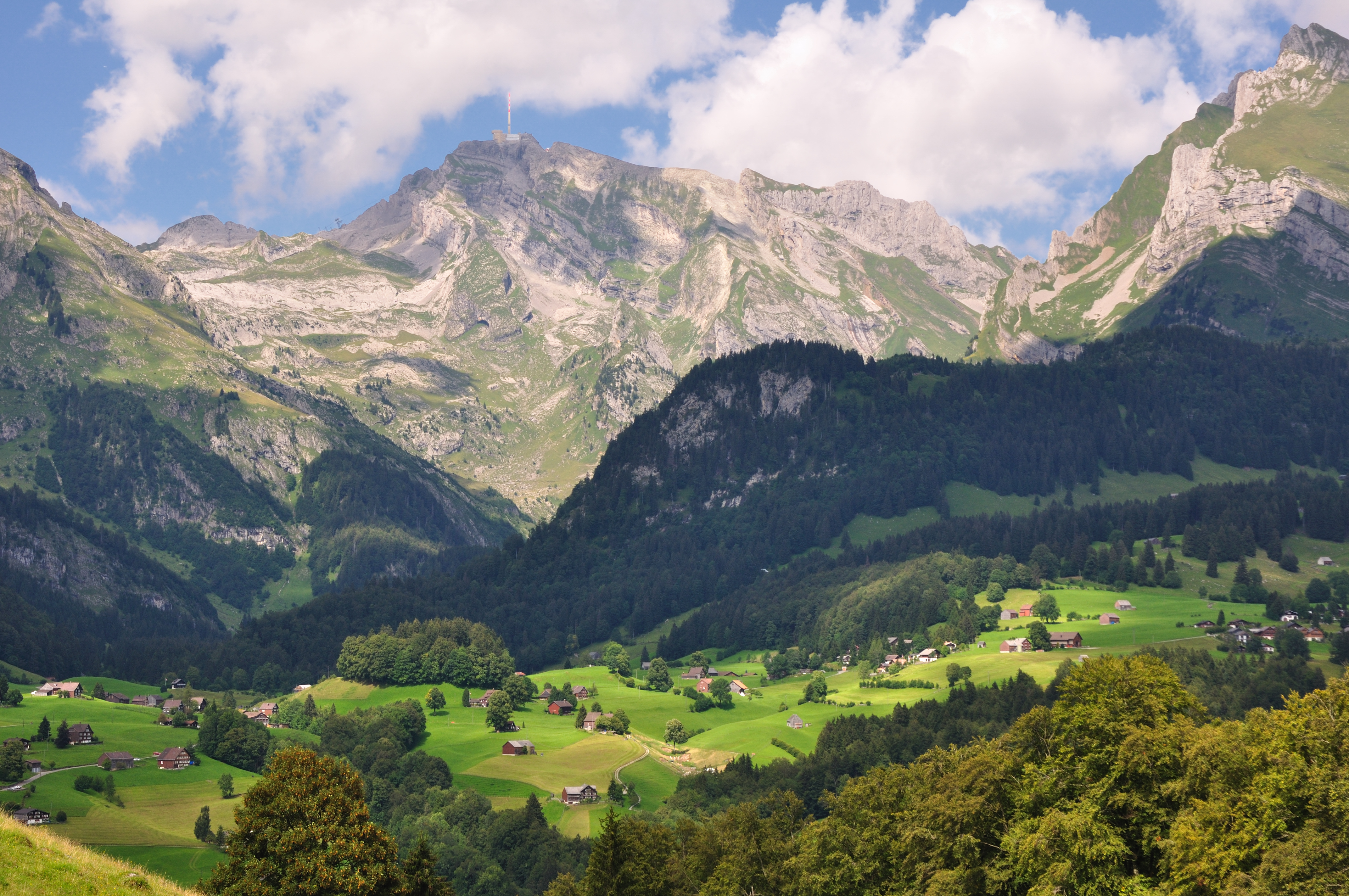

الزراعة في سويسرا، أحد القطاعات الاقتصادية في البلاد، تطورت منذ الألفية السادسة قبل الميلاد وكانت النشاط الرئيسي والمصدر الأول للدخل حتى القرن التاسع عشر. في إطار المجتمع الريفي، فإن الزراعة لها عوامل رئيسية تتمثل في الظروف الطبيعية (المناخ)، والتطور الديموغرافي والهياكل الزراعية (القواعد المؤسسية والقانونية). أصبحت الزراعة أكثر تنوعًا، على الرغم من صغر حجم الإقليم، بسبب التنوع الجغرافي للبلاد.
تأثيرات الزراعة في سويسرا ليست اقتصادية فحسب، إذ يستخدم القطاع الزراعي نحو نصف مساحة البلاد ويساهم في تشكيل المناظر الطبيعية السويسرية. ينتج المزارعون السويسريون أكثر من نصف الغذاء المستهلك في سويسرا، مما يساعد على تعزيز الأمن الغذائي الوطني والحفاظ على تقاليد الطهو السويسرية.

## نبذة تاريخية

### عصر ما قبل التاريخ
في سويسرا، يبدو أن عمليات تأسيس الاقتصاد للعصر الحجري الحديث، الذي تُعد الزراعة أحد مكوناته الأساسية، قد بدأت نحو 5500 قبل الميلاد. لكن لا تسمح التباينات في الوثائق الأثرية بوضع نموذج واضح يوضح انتقال المجتمعات من آخر الصيادين (مرحلة الافتراس) إلى أوائل المزارعين في العصر الحجري الحديث (مرحلة الإنتاج الزراعي والرعوي). لكن يُعتبر التعايش بين المجموعتين أمرًا مؤكدًا في ظل غابة نفضية أولية، غير معدلة إلا قليلًا بفعل الإنسان. في منطقتي بازل وزيورخ، يُشهد على بدء الأنشطة الزراعية في وقت مبكر من العصر الحجري الحديث مع زراعة محاصيل غذائية مثل القمح الثنائي الحبة والقمح وحيد الحبة والبازلاء، ومحاصيل نسيجية مثل الكتان وزهرة الخشخاش. أما في منطقتي فاليه وتيسينو، فقد تطور اقتصاد العصر الحجري الحديث تطورًا سريعًا. تعتبر ممارسات الزراعة بالمعنى الضيق (الأراضي المفتوحة) وتربية الحيوانات، وصناعة الأدوات الحجرية المصقولة، والسيراميك، وأدوات الطحن مرتبطة مباشرة بمواقع العصر الحجري الحديث المبكر.
منذ العصر الحجري الحديث الأوسط (4900 حتى 3200 قبل الميلاد تقريبًا)، ومع إنشاء المستوطنات الساحلية، تكثف احتلال واستغلال الأرض مع نمو السكان. ربما زرعوا الحقول لعدة سنوات متتالية بسلسلة من النباتات المختلفة (القمح هو السائد في الهضبة) بالتناوب مع فترة راحة طويلة. تعاود الغابة الثانوية، التي تتكون من أشجار البندق أو البتولا، النمو بسرعة، حيث توفر الأخشاب والحطب ومنتجات التجميع مثل البندق والتفاح. يسمح هذا النظام الزراعي، الذي يتكيف جيدًا مع مجال الغابات السائد (غابة الزان -غابة التنوب)، بتجديد التربة بشكل جيد. ما تزال المساحات التي تُطهر عند الحاجة، ربما بالحرائق، متواضعة. لقد ازدادت نسبتها في العصر الحجري الحديث والأخير (3200 حتى 2200 تقريبًا). تقلصت فترة الراحة وزادت مساحة الأراضي المستغلة حول القرى. تزامن تكثيف الممارسات الزراعية مع النمو السكاني المسجل في هذه الفترة.
شهد العصر البرونزي (2200 حتى 750-700 قبل الميلاد تقريبًا) اكتمال تشكيل المناظر الطبيعية من قبل المزارع. في العصر البرونزي المتأخر، على الهضبة، نحو بحيرة كونستانس على سبيل المثال، كان الأمر مشابهًا بالفعل لما كان عليه في العصور الوسطى، حيث كانت الحقول المزروعة والمروج تتداخل مع قطع من الغابات المدارة. في جورا، تعود أولى آثار التطهير إلى العصر البرونزي الأوسط والمتأخر. أصبح الشعير من الحبوب السائدة، يليه العلس. ظهر الدخن، وأصبحت حصة البقوليات (الفاصولياء والعدس والبازلاء) أكثر أهمية. استمرت زراعة الكتان والخشخاش، في حين أدخِلت الكاميلينا. تشير الأعداد الكبيرة جدًا من نباتات المروج والمراعي لصالح زيادة هذه البيئات الحيوية على الأقل منذ العصر البرونزي المتأخر. في وديان جبال الألب، زاد تأثير الإنسان قرب حافة الغابات في العصر البرونزي، لكن لا توجد معلومات معروفة حول ممارسات تربية الماشية الصيفية قبل العصور الوسطى. طوال العصر البرونزي، كان نظام الزراعة في الأرض من النوع الزراعي الرعوي مع تناوب المحاصيل وإدخال فترات بور قصيرة للأرضي وربما كانت ترعى الحيوانات خلالها. تُزرع التربة باستخدام المحاريث التي تجرها الثيران كما هو موضح في المنحوتات الصخرية في فال كامونيكا (جبال الألب الإيطالية). أصبحت المحاصيل الصيفية (الدخن والبقول) والمحاصيل الشتوية (العلس) جيدة الآن. تتميز المحاصيل الشتوية بالنضج المبكر والإنتاجية الأعلى.
حدث الانتقال من العصر البرونزي إلى العصر الحديدي في الفترة ما بين 800 و750 قبل الميلاد تقريبًا، وتزامن مع مرحلة من التدهور المناخي امتدت على مدى مئة عام (حضارة هالستات، وحضارة لاتين). خلال العصر الحديدي (حتى نحو 50 قبل الميلاد)، زادت كثافة إزالة الغابات. لعل استخدام أشجار البلوط والزان كان انعكاسًا لاستغلالها لجمع الجوز والبلوط. أما شجر الزان، الوافد الجديد، فوفر الخشب اللازم لصناعة المعادن. لا يختلف طيف النباتات المزروعة في العصر الحديدي كثيرًا عن طيف العصر البرونزي، باستثناء ظهور الشوفان. يمكن العثور على أعظم الابتكارات على مستوى التقنيات الزراعية: إذ تسمح الحرف اليدوية الحديدية بتنويع أكبر للأدوات. تحسنت المحاريث أيضًا. بقي تناوب المحاصيل مع فترات قصيرة من البور قائمًا. يبدو أن استخدام السماد أثبت نجاحه أيضًا. لقد تغيرت إدارة المراعي من الإدارة المكثفة للمراعي المشجرة إلى جز المروج، والتي تستخدم أيضًا كمراعي. يمكن ربط حصاد التبن بظهور حظائر ثابتة لتربية الحيوانات. من المعروف أن الهيلفيتي لم يصدروا الجبن والماشية فحسب، بل والحبوب أيضًا، مما يدل على أن زراعتهم لم تقتصر على الكفاف.

### العصر الروماني
في العصر الروماني (50 قبل الميلاد حتى 400 بعد الميلاد)، تمثلت الابتكارات الرئيسية في الظهور المتزامن لمزارع الجوز والكستناء، وإدخال محاصيل القنب والجاودار (التي ما تزال نادرة) وربما الكروم (زراعة العنب). بصرف النظر عن توسيع الحقول المزروعة والمروج والمراعي المشجرة، لم يكن هناك انقطاع حقيقي في تطور الغطاء النباتي بين العصر الحديدي والعصر الروماني، مما يعكس على الأرجح ممارسات زراعية رعوية دائمة. على الهضبة، الحبوب السائدة هي العلس. كانت محاصيل النباتات النسيجية والزيتية متنوعة: الكتان والقنب والخشخاش والكاميلينا. حافظوا على الخضروات والتوابل والنباتات الطبية وأشجار الفاكهة، بما في ذلك شجرة الخوخ التي وصلت حديثًا، في الحدائق أو الحقول أو البساتين القريبة من الموائل (الفيلا). لم يُكتشف تغيير كبير في تطور الغطاء النباتي قبل عام 1000، مما يدعم الاستمرارية بين العصر الروماني والعصور الوسطى العليا.

### العصور الوسطى
في العصور الوسطى العليا، ما تزال العديد من الأسئلة مفتوحة نظرًا لندرة المصادر المكتوبة المتعلقة بأملاك النبلاء وقلّة الأبحاث الأثرية المخصصة للمناطق الريفية. عُثر على عدة مستوطنات فلاحية في مواقع الفيلات الرومانية القديمة، مثل مونزاخ وديتيكون وفيك. ونظرًا لأن المصادر القانونية استخدمت مفردات مفصلة للإشارة إلى الماشية والخنازير، فإن غالبية المؤرخين يرون أن تربية الحيوانات كانت لها أهمية أكبر مما ستكون عليه في القرون اللاحقة، لكن لم يكن هناك تخصص بعد، فقد مارس المربون الحراثة حول مزارعهم بطرق فردية وموسعة. عُثر على النظام الدوماني في المقام الأول في السيادة الكنسية (دير سانت غال)، بحسب ما تشير بعض وثائق تلك الفترة.
منذ القرن التاسع وحتى القرن الثاني عشر، أدى نمو السكان إلى نمو المناطق المزروعة. لكن كيف تطورت تربية الحيوانات؟ هذا السؤال، الذي أصبح صعبًا بسبب الندرة الشديدة للمصادر، ومثيرُا للجدل. بلغ التطهير ذروته في القرنين الثاني عشر والثالث عشر. لإطعام عدد متزايد من السكان، زادت زراعة الحبوب على الهضبة، من ناحية عن طريق تحويل المروج إلى حقول وتقليل القطيع (خاصة الماشية الصغيرة والماعز والأغنام)، ومن ناحية أخرى عن طريق تحسين الغلة من خلال الانتقال إلى نظام تدوير إلزامي على مستوى القرية والتقدم التقني مثل إدخال المحراث. لم يؤثر هذا التطور على المناطق المرتفعة، والتي لم تكن مواتية جدًا للحبوب، في جبال الألب وخاصة في منطقة ما قبل الألب، كان هناك تخصص في تربية الحيوانات منذ القرن الرابع عشر فصاعدًا، تحت تأثير (على الأقل في وسط سويسرا) العائلات الحاكمة التي وجهت نفسها بشكل متزايد نحو الأسواق الحضرية في شمال إيطاليا (تجارة الماشية). لقد أدى التخصص إلى جعل الفلاحين في أواخر العصور الوسطى يعتمدون على السوق الزراعية ليس فقط لبيع منتجاتهم، بل وأيضًا لتوريدها. ساهم التخصص في تسهيل التقسيم الإقليمي على نطاق واسع أو صغير، على سبيل المثال في شرق سويسرا: مزارع الكروم في وادي الراين، والثروة الحيوانية في أبنزل، والحبوب في الهضبة. أدى هذا إلى تقسيم العمل بين المناطق الزراعية المختلفة.